# Prix Lumière/Bestes Drehbuch

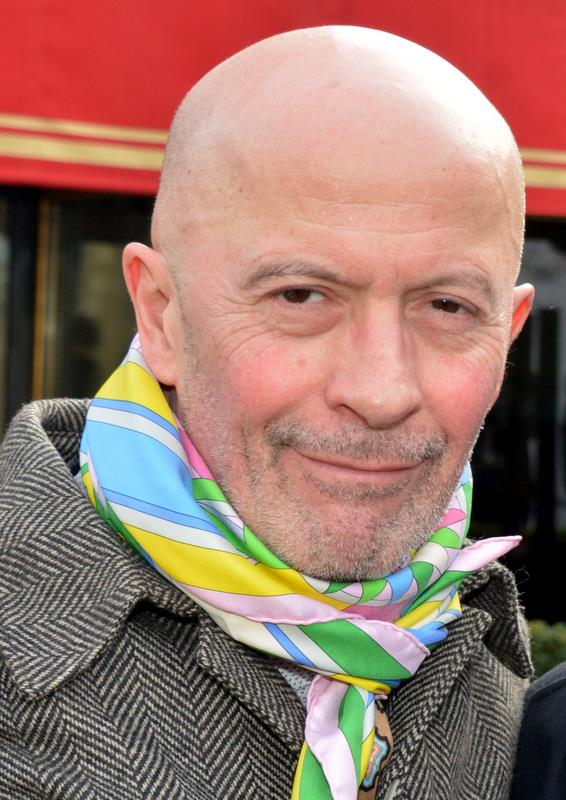
Preisträger 2025: Jacques Audiard (Emilia Pérez)

Der Prix Lumière in der Kategorie Bestes Drehbuch (Prix Lumières du meilleur scénario original ou adaptation) wird seit 1996 verliehen. Die französische Auslandspresse vergibt seit diesem Jahr ihre Auszeichnungen für die besten Filmproduktionen und Filmschaffenden rückwirkend für das vergangene Kinojahr. Der Preis wird sowohl für originale als auch adaptierte (original ou adaptation) verliehen.
Jacques Audiard, Cédric Klapisch und Roman Polanski gewannen den Preis je zweimal.
| Jahr | Preisträger/-in                                    | Originaltitel                         | Deutscher Titel                       |
| ---- | -------------------------------------------------- | ------------------------------------- | ------------------------------------- |
| 1996 | Josiane Balasko                                    | Gazon maudit                          | Eine Frau für Zwei                    |
| 1997 | Cédric Klapisch, Jean-Pierre Bacri, Agnès Jaoui    | Un air de famille                     | Typisch Familie!                      |
| 1998 | Manuel Poirier, Jean-François Goyet                | Western                               | Western                               |
| 1999 | Francis Veber                                      | Le dîner de cons                      | Dinner für Spinner                    |
| 2000 | Danièle Thompson, Christopher Thompson             | La bûche                              | La Bûche                              |
| 2001 | Jean-Pierre Bacri, Agnès Jaoui                     | Le goût des autres                    | Lust auf Anderes                      |
| 2002 | Jean-Pierre Jeunet, Guillaume Laurant              | Le fabuleux destin d’Amélie Poulain   | Die fabelhafte Welt der Amélie        |
| 2003 | Cédric Klapisch                                    | L’auberge espagnole                   | L’auberge espagnole                   |
| 2004 | Julie Bertuccelli, Bernard Renucci                 | Depuis qu’Otar est parti …            | Seit Otar fort ist…                   |
| 2005 | Abdellatif Kechiche                                | L’esquive                             | L’Esquive                             |
| 2006 | Michael Haneke                                     | Caché                                 | Caché                                 |
| 2007 | Rachid Bouchareb, Olivier Lorelle                  | Indigènes**                           | Tage des Ruhms                        |
| 2008 | Alfred Lot                                         | La chambre des morts                  | Die Kammer der toten Kinder           |
| 2009 | Samuel Benchetrit                                  | J’ai toujours rêvé d’être un gangster | J’ai toujours rêvé d’être un gangster |
| 2010 | Mia Hansen-Løve                                    | Le père de mes enfants                | Der Vater meiner Kinder               |
| 2011 | Robert Harris, Roman Polanski                      | The Ghostwriter*                      | Der Ghostwriter                       |
| 2012 | Jean-Louis Milesi, Robert Guédiguian               | Les neiges du Kilimandjaro            | Der Schnee am Kilimandscharo          |
| 2013 | Jacques Audiard, Thomas Bidegain                   | De rouille et d’os*                   | Der Geschmack von Rost und Knochen    |
| 2014 | David Ives, Roman Polanski                         | La vénus à la fourrure                | Venus im Pelz                         |
| 2015 | Philippe de Chauveron, Guy Laurent                 | Qu’est-ce qu’on a fait au Bon Dieu?   | Monsieur Claude und seine Töchter     |
| 2016 | Philippe Faucon                                    | Fatima                                | Fatima                                |
| 2017 | Céline Sciamma                                     | Ma vie de Courgette*                  | Mein Leben als Zucchini               |
| 2018 | Robin Campillo, Philippe Mangeot                   | 120 battements par minute**           | 120 BPM                               |
| 2019 | Pierre Salvadori, Benjamin Charbit, Benoît Graffin | En liberté!                           | Lieber Antoine als gar keinen Ärger   |
| 2020 | Ladj Ly, Giordano Gederlini, Alexis Manenti        | Les misérables                        | Die Wütenden – Les Misérables         |
| 2021 | Stéphane Demoustier                                | La fille au bracelet*                 | k. A.                                 |
| 2022 | Xavier Giannoli                                    | Illusions perdues*                    | Verlorene Illusionen                  |
| 2023 | Dominik Moll, Gilles Marchand                      | La nuit du 12*                        | In der Nacht des 12.                  |
| 2024 | Justine Triet, Arthur Harari                       | Anatomie d’une chute**                | Anatomie eines Falls                  |
| 2025 | Jacques Audiard                                    | Emilia Pérez                          | Emilia Pérez                          |

*/** = Filme, die später den César für das beste adaptierte Drehbuch/beste Originaldrehbuch gewannen